# Szendrőládi vár
A szendrőládi vár egy mára elpusztult vár Szendrőlád közelében. A vár nem áll műemléki védettség alatt, így területe 1998-ban magánkézbe került. Tulajdonosa 2008-ban 85, 2010-ben 140, 2011-ben 120 millió forintér hirdette meg különböző apróhirdetésekben. A terület 2010 óta a Kulturális Örökségvédelmi Hivatal védelme alatt áll.

## Elhelyezkedése
A vár a falutól délre, a Bódva 30-40 méterre összeszűkülő völgyében, a folyó bal partján emelkedő 234 méter magas Bükk-hegy északkeleti részén fekszik. Helyzete miatt a várból a folyó szorosát közvetlenül nem lehetett ellenőrizni, de észak és kelet felé a várból a környék jól áttekinthető.

## Története
A várról okleveles adat nem maradt fenn. Joó Tibor véleménye szerint a vár azonos Borsod várával és a honfoglalás után, az északi gyepű védelmi rendszerének volt tagja, a Bódva-völgy lezárását látta el. Ezt a nézetet Nováki Gyula és Sándorfi György elvetették. Később az is felmerült, hogy azonos lehet a legkorábbi szendrői várral, ám ennek ellentmond, hogy a vár a 13. századi Lád falutól délre, vagyis a Szendrővel ellentétes oldalon fekszik, így valószínűleg nem is tartozhatott annak határához. Valószínűleg a környéken 1221 és 1322 között birtokos Ládi család egyik ága építette csakúgy, mint a Szuhogy mellett fekvő Csorbakő várát. Kerámiatöredékek alapján a vár használata a 13-14. századra tehető. 14. századi pusztulásának oka ismeretlen.
A török időkben a várat már biztosan nem használták, így nem tölthette be a (akkorra szintén elpusztult) borsodi vár a szendrői vár közötti összekötő szerepet, melyből a település nevét is eredeztetik ("Szendrő lát"). Ráadásul a környéken birtokos család már a 13. században Ládinak nevezte magát.

## Feltárása
A vár maradványait Németi Jenő, a "szendrőládi remete" ásta ki 1960-62 között. Magánásatásáról dokumentációt nem készített, így sok értékes és pótolhatatlan adattól fosztotta meg a később itt kutató régészeket. A falak mentén kb. 60 méter hosszan ásott le, azok magassága 1,5-3 méter közötti. Feltárásai során egy 3,1x6,8 méter kiterjedésű, boltozott helyiség beomlott.
1961-ben Megay Géza, 2001-ben Hajnal Zsuzsa talált a vár területén kerámialeleteket.
Nováki Gyula és Sándorfi György 1980-ban mérte fel a várat, az így készült alaprajzot 2004-ben Sárközy Sebestyén pontosította. A vár fekvéséből és méretéből Nováki és Sándorfi a tatárjárás előtti alapítást feltételezték

## Leírása
A vár területe 62x26 méter, fekvése kelet-nyugati irányú. Falainak vastagsága 1,4 méter, de azok futása nem követhető mindenhol. A legjobban támadható nyugati oldal felől kettős árok védte. A falakat az északnyugati és az északi részén kívülről támpillérek erősítették. A falak részben habarccsal megkötött durván megmunkált kövekből, részben szabálytalan, kötőanyag nélküli terméskövekből épültek.
A vár belsejében ismeretlen rendeltetésű kőből készült épületek alapfalai is láthatóak. A nyugati oldalon lévő magasabb domb esetleg egy torony maradványait rejtheti. A vár bejárata északkeleten sejthető.